# Sigrid & Isaac
Sigrid & Isaac är en svensk dokumentärfilm från 2005 i regi av Anders Wahlgren. Filmen skildrar paret Isaac Grünewald och Sigrid Hjertén, deras konstnärskap och äktenskap under perioden 1909–1948.
Filmen belönades med juryns pris vid konstfilmfestivalen i Montréal 2007.